# Rhithrogena robusta
Rhithrogena robusta är en dagsländeart som beskrevs av Dodds 1923. Rhithrogena robusta ingår i släktet Rhithrogena och familjen forsdagsländor. Inga underarter finns listade i Catalogue of Life.